# Дьявольский карнавал
«Карнавал дьявола» (англ. The Devil's Carnival) — независимый американский фильм-мюзикл Даррен Линн Боусман по сценарию Терренса Здунича. Музыку к фильму написали Терренс Здунич и Саар Хендельман. В главных ролях снялись Шон Патрик Флэнери, Бриана Эвиган, Джессика Лаундес, Алекса Вега и Терренс Здунич в роли Люцифера .
Премьера фильма состоялась 30 марта 2012 года, а 5 апреля — в Лос-Анджелесе.

## Сюжет
Фильм рассказывает о группе людей, которые неожиданным образом оказались в аду на карнавале, заправляемом самим дьяволом. Одержимый горем отец Джон, клептоманка Мисс Мэрривуд и девочка-подросток с разбитым сердцем Тамара — каждый из них обречён вновь повторять ошибки, которые привели их на карнавал.

## В ролях
- Шон Патрик Флэнери — Джон
- Бриана Эвиган — Мисс Мэрривуд
- Джессика Лаундес — Тамара
- Алекса Вега — Вик
- Терренс Здунич — Люцифер
- Шон Крейен — Дрессировщик
- Билл Моузли — Волшебник
- Пол Сорвино — Господь
- Эмили Отемн — Разукрашенная кукла
- Джей ЛаРоуз — Мэр
- Марк Сентер — Скорпион
- Тиллман Горсворси — Дэниэл
- Дэйтон Кэлли — Продавец билетов
- Нивек Огр — Близнец
- Майк «Могучий» Мурга — Проигравший
- Айвен Л. Муди — Странствующий клоун[5]
- Ханна Вагнер — Woe-Maiden
- Мэгги «Капитан Мэгготс» Лалли — Woe-Maiden
- Бэт «Контесса» Хайндерлитер — Woe-Maiden

## Съёмки и продвижение
Фильм является полностью независимым проектом — съёмки, которые оплатили Даррен Линн Боусман и Терренс Здунич, закончились в середине января 2012 г. В фильме снялся барабанщик Шон Крейен из группы Slipknot, для которого роль стала первой в игровом кино. В декабре 2011 года Даррен Линн Боусман выложил в сеть 12-минутный тизерный ролик фильма c известной скрипачкой Эмили Отемн, в котором предлагает зрителям разгадать загадку.
«The Hollywood Reporter» сообщал, что новый фильм не будет похож на «Рипо» и станет более мрачным. В апреле режиссёр представил картину публике в туре по 30 американским городам. Также можно приобрести альбом-саундтрек с 12-ю песнями из фильма.
Авторы называют проект «первым эпизодом», а в 2016 году была выпущена вторая часть фильма "Дьявольский карнавал. Аллилуйа".